# 瑞華院
瑞華院（ずいけいん）は、東京都港区にある浄土宗の寺院。

## 歴史
1492年（明応元年）、天誉了聞によって開山された。天誉了聞は増上寺第5世法主であり、増上寺の子院として創建された。
元々は現在の紀尾井町付近に位置していたが、1598年（慶長3年）の江戸城拡張工事に伴い、増上寺とともに芝に移転した。
明治になり、新首都・東京の都市計画に基づく道路拡張工事により、1900年（明治33年）に現在地に移転した。
1945年（昭和20年）の空襲で本堂等が焼失したが、本尊の阿弥陀如来像や天誉了聞像は、何とか守り抜くことができた。

## 交通アクセス
- 広尾駅より徒歩3分。